# Розенберг, Борис Александрович
Борис Александрович Розенберг (24 января 1936, Кривой Рог, Днепропетровская область — 19 октября 2008) — учёный-химик, специалист в области химической физики высокомолекулярных соединений, лауреат премии имени В. А. Каргина.

## Биография
Родился 24 января 1936 года в городе Кривой Рог.
Окончил Днепропетровский химико-технологический институт с отличием.
В 1961 году поступил в аспирантуру Научно-исследовательского физико-химического института имени Л. Я. Карпова, где прошёл школу академика С. С. Медведева, и в 1965 году защитил кандидатскую диссертацию.
Во время учёбы в аспирантуре познакомился с двумя выдающимися представителями Московского института химической физики АН СССР — профессором Л. А. Блюменфельдом и профессором (впоследствии академиком) Н. С. Ениколоповым, который пригласил его на работу в филиал Института в Черноголовке.
С 1965 года и до конца жизни проработал в Институте проблем химической физики РАН в Черноголовке, где прошёл путь от младшего научного сотрудника до заведующего отделом полимеров и композиционных материалов.
В 1972 году защитил докторскую диссертацию.
С 1978 по 1994 годы ― профессор Московского физико-технического института, а с 1995 года — профессор Подмосковного филиала МГУ в Черноголовке.
Умер 19 октября 2008 года.

## Научная деятельность
Выполнил большой цикл пионерских работ в области «живой» ионной полимеризации гетероциклов.
Выдвинул и обосновал концепцию полимолекулярного переходного состояния в процессах отверждения эпоксидных олигомеров отвердителями нуклеофильного типа.
Получил и исследовал анизотропный сетчатый полимер. Для этого впервые был синтезирован термотропный жидкокристаллический эпоксидный мономер и исследованы процессы его отверждения, формирования структуры и свойств образующихся анизотропных сеток в магнитном поле.
Совместно с сотрудниками провел исследования по регенерации каучука из автомобильных шин для создания на основе регенерированного каучука резиновых изделий и высокопрочных и влагостойких битумных композиций с высокой морозостойкостью до — 300°.
Развил теорию фазового разделения, индуцированного отверждением многокомпонентных олигомерных систем, обнаружил не известный ранее диффузионный механизм релаксации свободного объема аморфных полимеров, установил закономерности процессов отверждения жидкокристаллических эпоксидных мономеров в магнитном поле, получил фундаментальные результаты по выяснению кинетических особенностей и механизма анионной полимеризации виниловых мономеров, содержащих группы с лабильным атомом водорода.
Под его руководством было защищено 19 кандидатских и 6 докторских диссертаций.
Автор и соавтор более 600 научных работ, в том числе 14 монографий, книг и 40 изобретений.
Участвовал в деятельности научных организаций:
- член научных советов по высокомолекулярным соединениям, кинетике и реакционной способности при Президиуме РАН;
- член Учёного совета ИПХФ и ряда учёных и квалификационных советов других институтов РАН;
- член редколлегии журнала «Высокомолекулярные соединения»;
- член Международной группы ИЮПАК по полимерным сеткам;
- рецензент международных журналов по полимерной тематике.

## Награды
- Бронзовая медаль ВДНХ (1968) — за разработку технологии термостабильных полимеров на основе формальдегида и триоксана;
- Премия имени В. А. Каргина (за 2005 год, совместно с Л. И. Маневичем, А. Е. Чалых) — за серию работ «Гетерофазные сетчатые полимерные матрицы: развитие теоретических представлений и экспериментальных методов исследования»;
- Премия ИПХФ РАН имени Ф. И. Дубовицкого (2005) — за работы по анионной полимеризации виниловых мономеров с подвижным атомом водорода;
- Заслуженный деятель науки Российской Федерации (2006).